# Haploceros
Haploceros là một chi bướm đêm thuộc họ Geometridae.